# Колядки
Коля́дки (коледовки, колядные песни) — календарные обрядовые песни славян, исполняемые преимущественно в святочный период, во время ритуальных обходов по домам (колядовании).

## Соответствия у европейских народов
Соответствия восточно-славянским колядкам встречаются в фольклоре всех других славянских, да и многих других европейских народов. Особенно близки и по сюжетам, и по форме к восточно-славянским колядкам румынские, называемые colinda. Также ср. чешское и словацкое название песен — koleda, польское — kolęda, словинское kolednica, coleda, сербское — koleda, kolenda, албанское — kolĕndŭ. Считается, что перечисленные названия песен восходят к названию римского новомесячия — Kalendae. Название новолетия у многих народов было перенесено на праздник Рождества Христова (болгарское — колада, коляда, коленде, французское — tsalenda, chalendes, charandes, провансальское — calendas) или на канун этого праздника (русское, украинское, белорусское — коляда). Подробное сравнение новогодних и святочных празднеств европейских народов с древними греко-римскими праздниками обнаруживает не только сходство названий, но и совпадение отдельных моментов обрядов, увеселений и пр..

## Колядки аграрные и церковные
Яркими выражениями так называемой продуцирующей первобытной аграрной магии, правда при этом часто уже не осознаваемой современным крестьянством, являются многочисленные обряды, долженствующие изображением сытости и довольства вызвать урожай, приплод, счастливый брак и богатство.
Христианская церковь очень сильно боролась с подобными остатками язычества как путём прямых запрещений, так и конкуренцией, то есть организацией своих торжеств и церемоний или вкладыванием христианского смысла в истолкование традиционных народных обрядов. В VI в., при императоре Юстиниане, празднование январских календ было перенесено церковью на весь святочный цикл от Рождества 25 декабря по Крещение 6 января. Это обстоятельство должно было сильно содействовать смешению обрядов разных циклов, а также сопровождающих обряды песен. Новогодние обряды, гадания и песни, вызывающие урожай, с праздника нового года стали все больше переноситься как на рождественский сочельник, так и на крещенский вечер. Отсюда уже отсутствие строгого деления рождественских святочных колядок и новогодних щедровок на Украине, первоначально различавшихся и по содержанию, и по форме (типические размеры украинских колядок — 10-сложный стих с делением на два пятисложных полустишия, а «щедривок» — 8-сложный стих с четырёхсложным полустишием).
Указанные явления в области истории смешения культов и обрядов сказались во всей полноте на истории развития обрядовых песен-колядок и родственных им щедровок.
Церковно-христианские моменты в содержании и бытовании естественно первоначально должны были преобладать в песнях рождественских, а не новогодних. Христианские колядки в значительной мере питались церковными источниками, приближаясь и в напевах (напр. в Румынии и Украине) к церковным псалмам, распеваясь церковными братствами, напоминающими средневековые рождественские организации (calendae, calandsgilden, fratres calendarum).

## Сюжетные мотивы

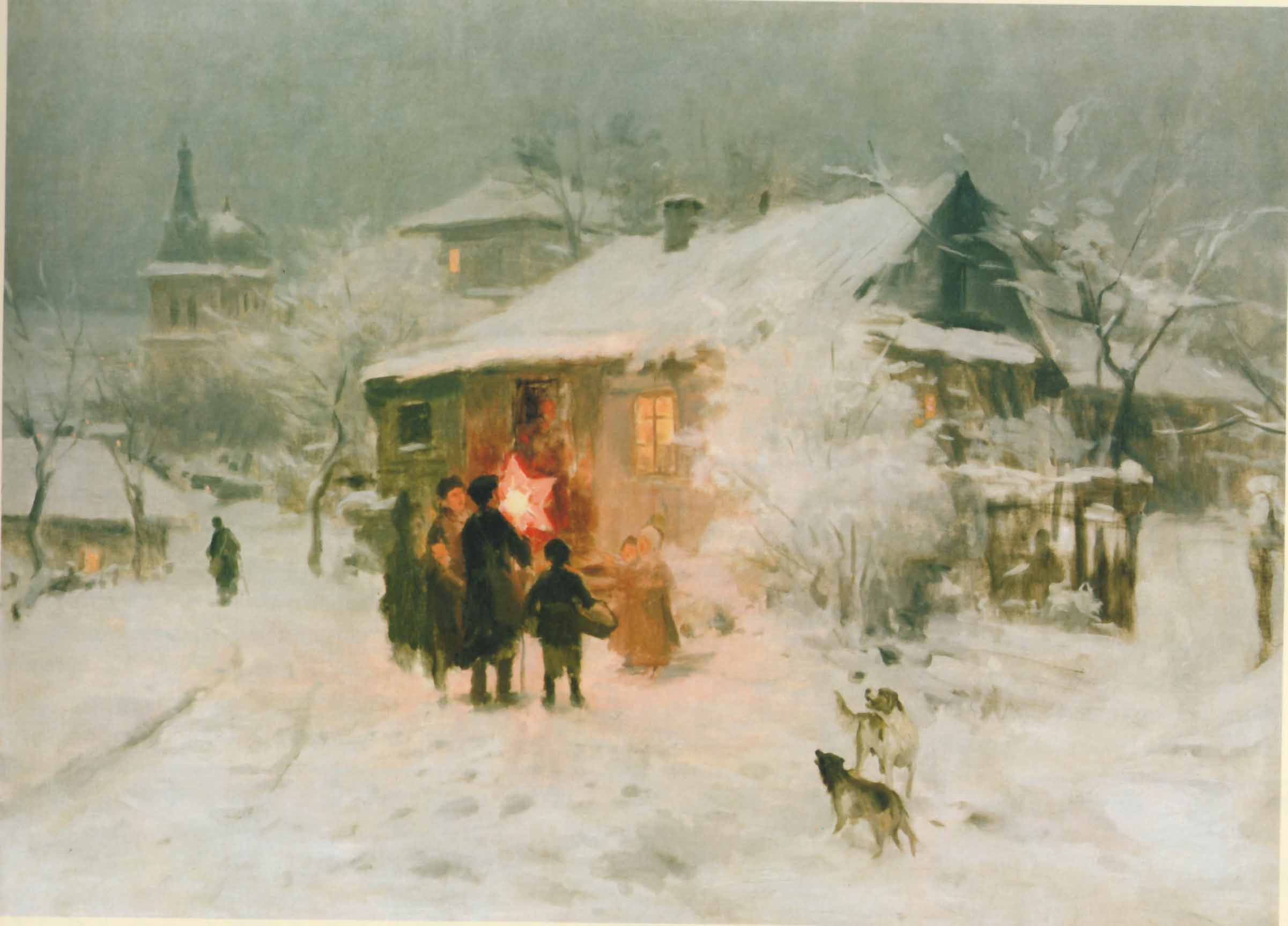
Н. К. Пимоненко Колядки. Конец XIX века. Херсонский областной художественный музей им. А. А. Шовкуненко.

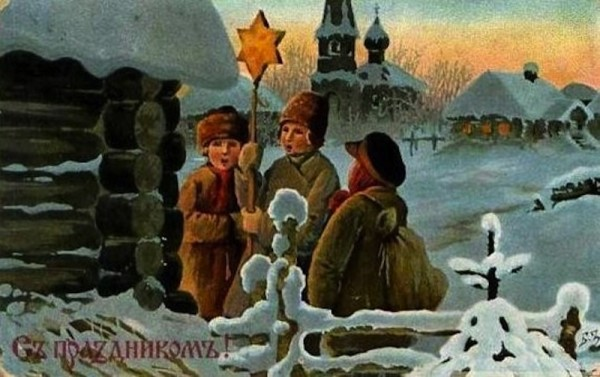
Зворыкин Б. В. Рождественская открытка (до 1917)

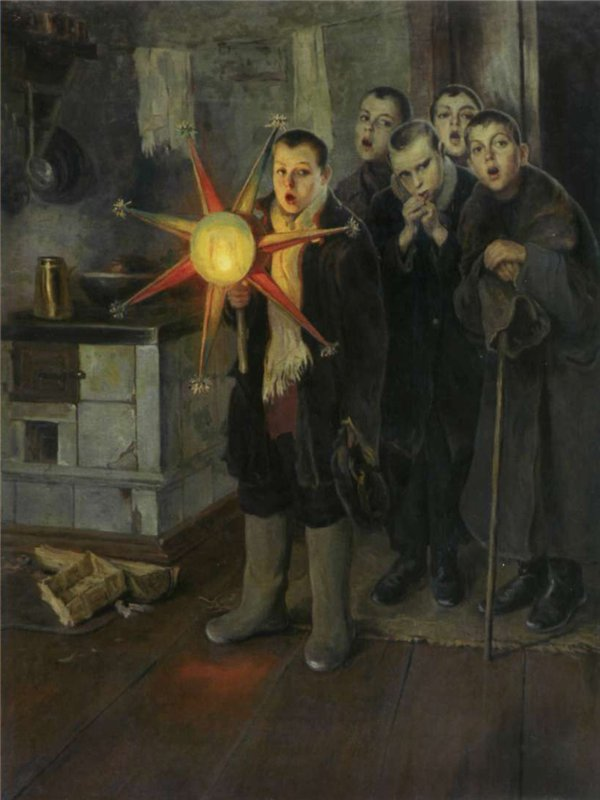
Н. К. Пимоненко Колядки 1880-е годы

Обстоятельный анализ образов украинских (наиболее разнообразных и многочисленных) колядок произвёл Александр Афанасьевич Потебня. Связи с балканскими колядками (румынскими, греческими, сербскими) установил Александр Николаевич Веселовский.
Очень многие колядки и щедровки, в полном соответствии с первоначальным аграрно-магическим смыслом новогодних и святочных обрядов, имеют своим назначением в «величании» хозяина и членов его семьи при помощи словесных образов вызвать представления об урожае, богатстве, приплоде и браке. Поэтическое слово, как во многих других случаях в фольклоре, выполняет ту же магическую
функцию, как и сопровождаемый им обряд (см. «Заговоры», «Гадания»). Ввиду многовековой давности колядок и щедровок в земледельческой крестьянской среде большинство образов связано с хозяйственными заботами крестьянства, берется из хозяйственного обихода и природы деревни. Однако в соответствии с магической функцией песни, исполнители её стремятся к созданию образов, идеализирующих реальную бытовую жизнь крестьянина. Стремясь, например, в песне выразить пожелание богатства или заклинание его, крестьянские певцы, естественно, не довольствуются описанием привычного деревенского быта, а рисуют картины роскошной жизни вышестоящих социальных групп: князей, бояр, купцов. При этом надо предполагать, что здесь мы имеем дело не только с поэтической идеализацией крестьянскими поэтами мужицкого быта, а и с воспроизведением по традиции песен или отдельных образов, созданных в поэтическом творчестве самих господствовавших классов, подобно тому, как в крестьянской свадебной обрядности мы также встречаемся и с поэтической творческой идеализацией и с заимствованиями напр. из боярского быта и боярской поэзии. Во многих колядках несомненно сохраняются образы и картины княжеско-дружинного и боярско-феодального строя. Наконец примитивные аграрно-магические, исторические и реально-бытовые элементы переплетены с чертами церковного песенного и легендарного творчества в его народной переработке. Здесь находим и мотивы библейских и апокрифических сказаний (картины рождества Христа, поклонения волхвов, странствия Христа, элементы апокрифических рассказов о Крестном древе и его целебных свойствах, апокрифический рассказ о проклятии Христом и Богородицей осины и терна и т. д.). Во многих колядках видно явное приспособление христианских легенд и мифов к потребностям аграрной магии. В одной, распространенной во многих вариантах колядок, рассказывается, «как сам Милый Господь волики гонит, Пречистая Дева есточки носит, а святый Петро за плугом ходит». Эта колядка, подобно тому, как это часто наблюдается в заговорах, вводит в эпическую часть образы богов и святых, чтобы придать ещё большую магическую силу поэтической формуле. В иных случаях удается, при сравнительном анализе вариантов, с полной очевидностью вскрыть постепенность церковно-христианских напластований на первичные традиционно-поэтические образы. Во многих колядках рассказывается о посещении хозяина святыми гостями, от которых зависит и дальнейшее счастье и благополучие человека; в других вариантах «гостейки» лишены христианских одежд: это — солнце, месяц и дождь, доставляющие радость и природе и людям. Солнце, месяц и дождик часто вступают друг с другом в спор, кто из них выше (важнее) других; и спор разрешается в пользу дождя, самого желанного гостя для земледельца:
Сонечко говорит: «Нет як над мене:

Як я освечу горы, долины,

Церкви, костелы и вси престолы».

Ясен мисячок: «Нет як над мене:

Як я освичу темну ночейку,

Возрадуются гости в дорози,

Гости в дорози, волойки в стози».

Дробен дожджейко: «Нет як над мене:

Як я перейду три разы на ярь,

Три разы на ярь мисяца мая,

Возрадуются жита, пшеници,

Жита, пшеници и вси ярници».
Развитие эпической части в колядках способствовало легкому проникновению в них мотивов из других самых разнообразных фольклорных жанров: эпических песен, в частности былин, сказок, духовных стихов, заговоров, загадок, лирических, свадебных и других обрядовых песен. Это создает особое значение материала колядок для этнографических исследований.
Коляда, коляда!

Подавай пирога,

Блин да лепёшку

В заднее окошко.

## Бытовые особенности колядок
Наряду с языческими и христианскими мотивами, видную роль играют в колядках мотивы бытовые, находящиеся в неразрывной связи с основной целью колядок — укр. «дім звеселити», — прямо выраженной в самих песнях, в послесловиях или поколядях. Русские колядки совершенно чужды любовного элемента, встречающегося в румынских рождественских песнях. Имея своей задачей славление лица, которому они поются, выражение ему пожелания всяких благ, русские колядки отличаются серьёзностью и задушевностью. Содержание этих пожеланий видоизменяется, в зависимости от пола, возраста и состояния членов хозяйской семьи, к которым обращаются колядовщики: хозяину сулится семейное счастье и достаток, девушкам — счастливый брак, парню — встретить суженую. Это желанное, колядка в эпической обработке представляет осуществившимся: хозяин живёт в довольстве и счастлив семьёй, молодец — любовью и т. д. Колядки, воспевающие идеал битвы, сулящие славу воинских подвигов, вероятно относятся к числу наиболее древних. Во многих колядках сохранились черты древнего дружинного и княжеского века. П. В. Владимиров указывает многие черты, общие колядкам и былинам (например, запевы и заключения). Отразилась в колядках и позднейшая эпоха борьбы с поляками. Кое-что имеет и книжный источник (например «Ключ разумения», Иоанникия Голятовского).